# Around My Heart
Around My Heart – utwór muzyczny niemieckiej piosenkarki Sandry pochodzący z jej albumu Into a Secret Land z 1988 roku.
Piosenkę napisali Hubert Kemmler, Markus Löhr, Sör Otto’s, Frank Peterson i Klaus Hirschburger, a wyprodukował Michael Cretu. Był to czwarty singel z albumu Into a Secret Land, wydany wiosną 1989. Na stronie B znalazła się instrumentalna wersja „Around My Drums”. Piosenka spotkała się ze sporym sukcesem na europejskich listach sprzedaży.
Utwór został zremiksowany w 1999 roku na kompilację My Favourites. W 2006 roku nowy remiks ukazał się na płycie Reflections i został wydany jako singel promocyjny do polskich rozgłośni radiowych, gdzie cieszył się dużą rotacją.

## Lista utworów
- 7" single

A. „Around My Heart” (Single Version) – 3:11
B. „Around My Drums” (Instrumental) – 3:13
- 12" single

A. „Around My Heart” (Extended Version) – 6:02
B1. „Around My Drums” (Instrumental) – 3:13
B2. „Around My Heart” (Single Version) – 3:11
- CD single

1. „Around My Heart” (Single Version) – 3:11
2. „Around My Heart” (Extended Version) – 6:02
3. „Around My Drums” (Instrumental) – 3:13

## Notowania
| Lista                            | Najwyższa pozycja |
| -------------------------------- | ----------------- |
| Austria (Ö3 Austria Top 40)      | 23                |
| Francja (SNEP)                   | 28                |
| Niemcy (Media Control)           | 11                |
| Szwajcaria (Schweizer Hitparade) | 19                |

| Lista                  | Najwyższa pozycja |
| ---------------------- | ----------------- |
| Polska (AirPlay – Top) | 5                 |